# Klotok (Plumpang)
Klotok is een bestuurslaag in het regentschap Tuban van de provincie Oost-Java, Indonesië. Klotok telt 7426 inwoners (volkstelling 2010).